# Heteropsomys
Genre
Heteropsomys est un genre éteint de mammifères rongeurs de la famille des Echimyidae qui comprend des « rats épineux » originaires d'Amérique latine.  

## Liste d'espèces
Selon Mammal Species of the World (version 3, 2005)  (8 oct. 2012) et ITIS (8 oct. 2012)
- † Heteropsomys antillensis (Anthony, 1917)
- † Heteropsomys insulans Anthony, 1916

## Publication originale
- Anthony, 1916 : Preliminary report on fossil mammals from Porto Rico, with descriptions of a new genus of Ground Sloth and two new genera of Hystricomorph Rodents. Annals New York Academy Science 27 pp. 193-203.